# Sergei Nikolajewitsch Budalow
Sergei Nikolajewitsch Budalow (russisch Сергей Николаевич Будалов, engl. Transkription Sergey Budalov; * 7. August 1949 in Iwanowo) ein ehemaliger russischer Hochspringer, der für die Sowjetunion startete.
Bei den Leichtathletik-Halleneuropameisterschaften 1971 in Sofia wurde er Achter und bei den Olympischen Spielen 1976 in Montreal Vierter.
1970, 1973 und 1976 (mit seiner persönlichen Bestleistung von 2,25 m) wurde er Sowjetischer Meister.